# Rhabdochaeta ampla
Rhabdochaeta ampla är en tvåvingeart som beskrevs av Hardy 1973. Rhabdochaeta ampla ingår i släktet Rhabdochaeta och familjen borrflugor. Inga underarter finns listade i Catalogue of Life.